# (36833) 2000 SY103
2000 SY103 (asteroide 36833) é um asteroide da cintura principal. Possui uma excentricidade de 0.07424160 e uma inclinação de 8.44952º.
Este asteroide foi descoberto no dia 24 de setembro de 2000 por LINEAR em Socorro.